# Aloe hereroensis
Aloe hereroensis é uma espécie de liliopsida do gênero Aloe, pertencente à família Asphodelaceae.